# Pierre Laportebrug
De Pierre Laportebrug (Frans: Pont Pierre-Laporte, Engels: Pierre Laporte Bridge) is een hangbrug over de Saint Lawrencerivier ten westen van de Canadese stad Québec in de gelijknamige provincie.
De brug ligt 200 meter ten westen van de beroemde Québecbrug en is de langste hangbrug ter wereld zonder tolheffing. De brug heette oorspronkelijk Nieuwe Québecbrug en het was de bedoeling de naam te wijzigen naar Fontenacbrug ter ere van generaal Fontenac. Uiteindelijk werd besloten de naam te wijzigen in Pierre Laportebrug ter ere van de vicepremier van de provincie Québec, die gekidnapt en vermoord werd tijdens de oktobercrisis in 1970. De brug is gebouwd door de provincie Québec en het Department of Roads in samenwerking met het bedrijf Parsons Transportation Group. Over de brug loopt autoroute 73. 